# Finkenwerder Landscheide
El Finkenwerder Landscheide (en baix alemany: Finkwarder Landscheed) és un canal de desguàs no navegable de 3,5 km a la riba esquerra de l'Elba al barri de Finkenwerder al port d'Hamburg a Alemanya.

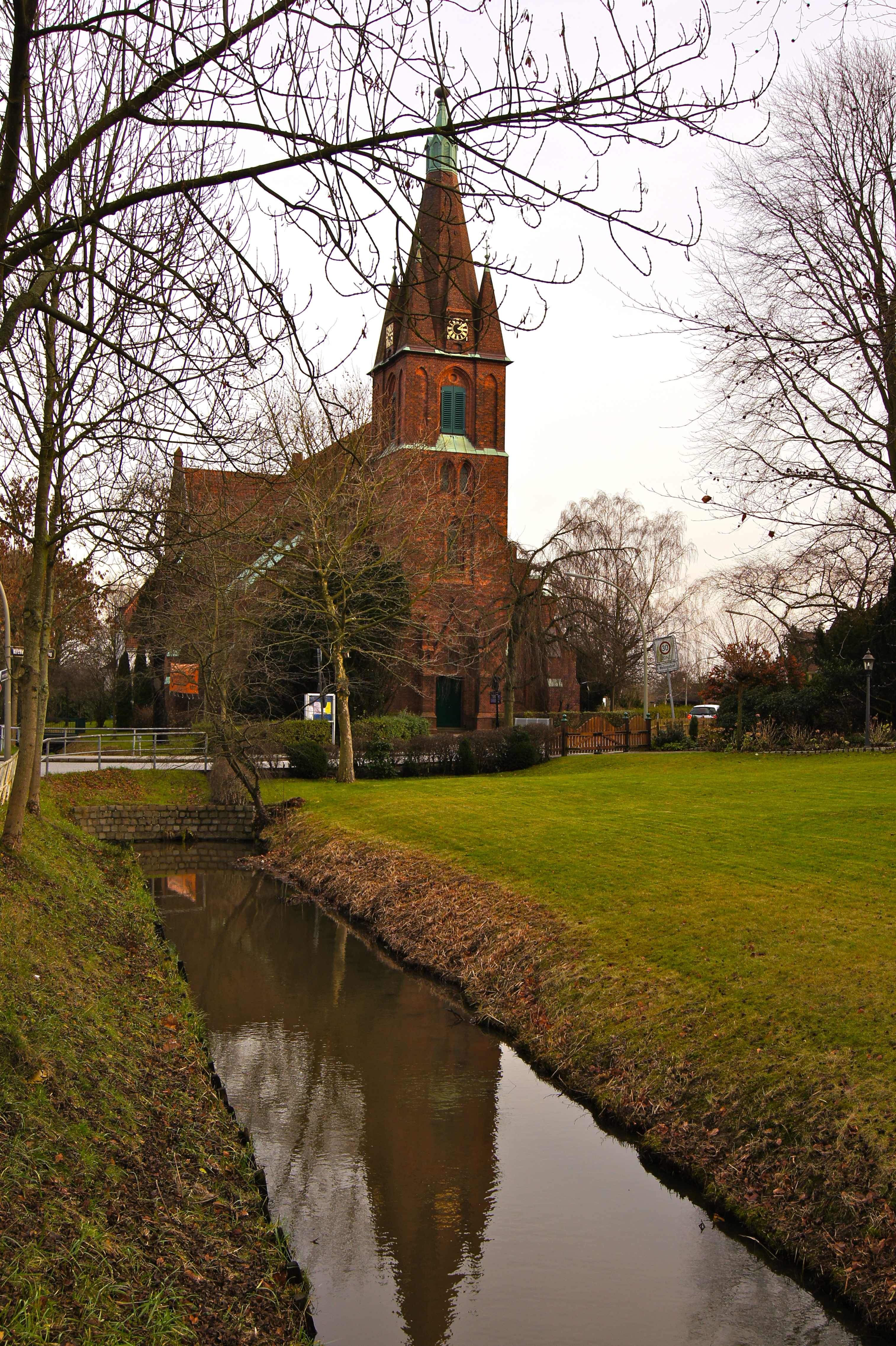
Església de Nicolau de Mira al marge sud del canal

El canal creua l'illa fluvial de Finkenwerder d'est a oest. El 1445, la ciutat d'Hamburg va comprar la part septentrional de l'illa i des d'aleshores el canal va esdevenir una frontera d'estat amb el Ducat de Brunsvic-Lüneburg, (1806 Regne d'Hanover i 1864 Prússia) fins que el 1937 la llei de l'àrea metropolitana d'Hamburg va transferir la part meridional de la província de Hannover cap a la ciutat hanseàtica. Encara avui, el canal forma d'una certa manera una frontera sociològica entre la part urbanitzada i industrial al nord i les terres agrícoles de fructicultura, més semblants al paisatge de l'Alte Land.
El seu nom significa separació de les terres o ben bé frontera de Finkenwerder.

## Connexions
- Alte Süderelbe
- Dwarspriel
- Zehnfussgraben
- Una desena de wetterns sense nom del pòlder de Finkenwerder

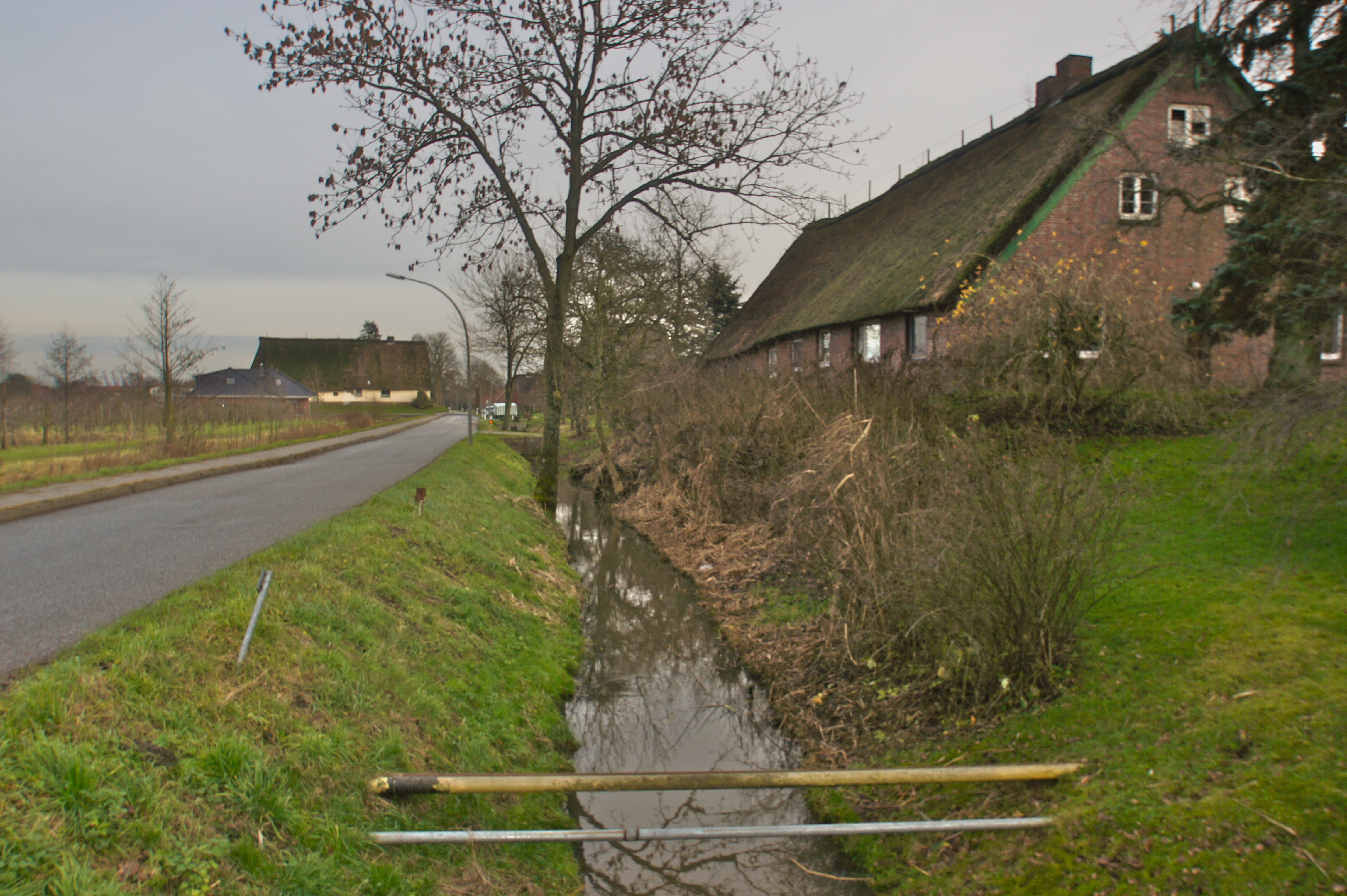
Mas als marge sud del canal
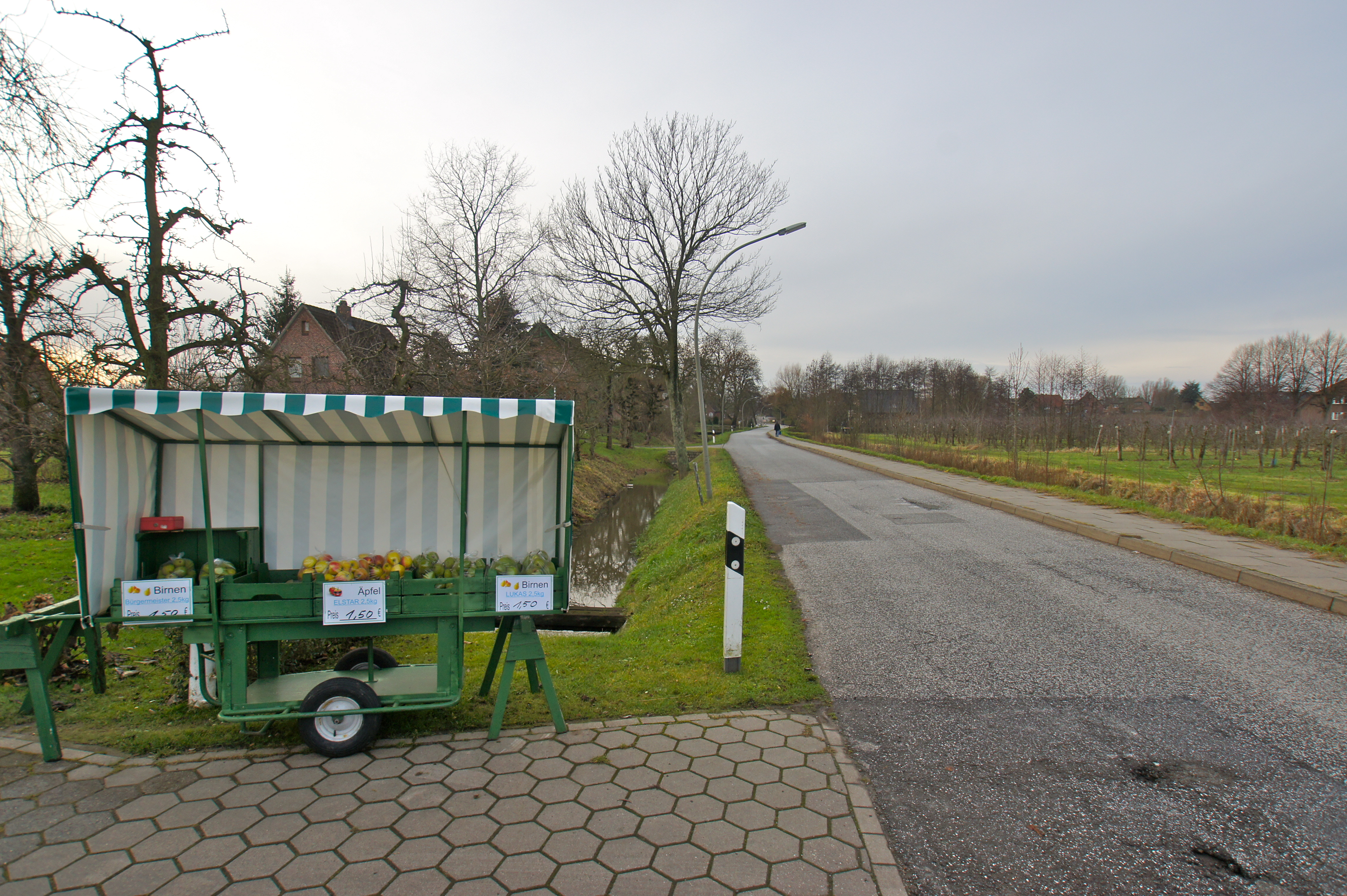
Parada d'autoservei de pomes i peres
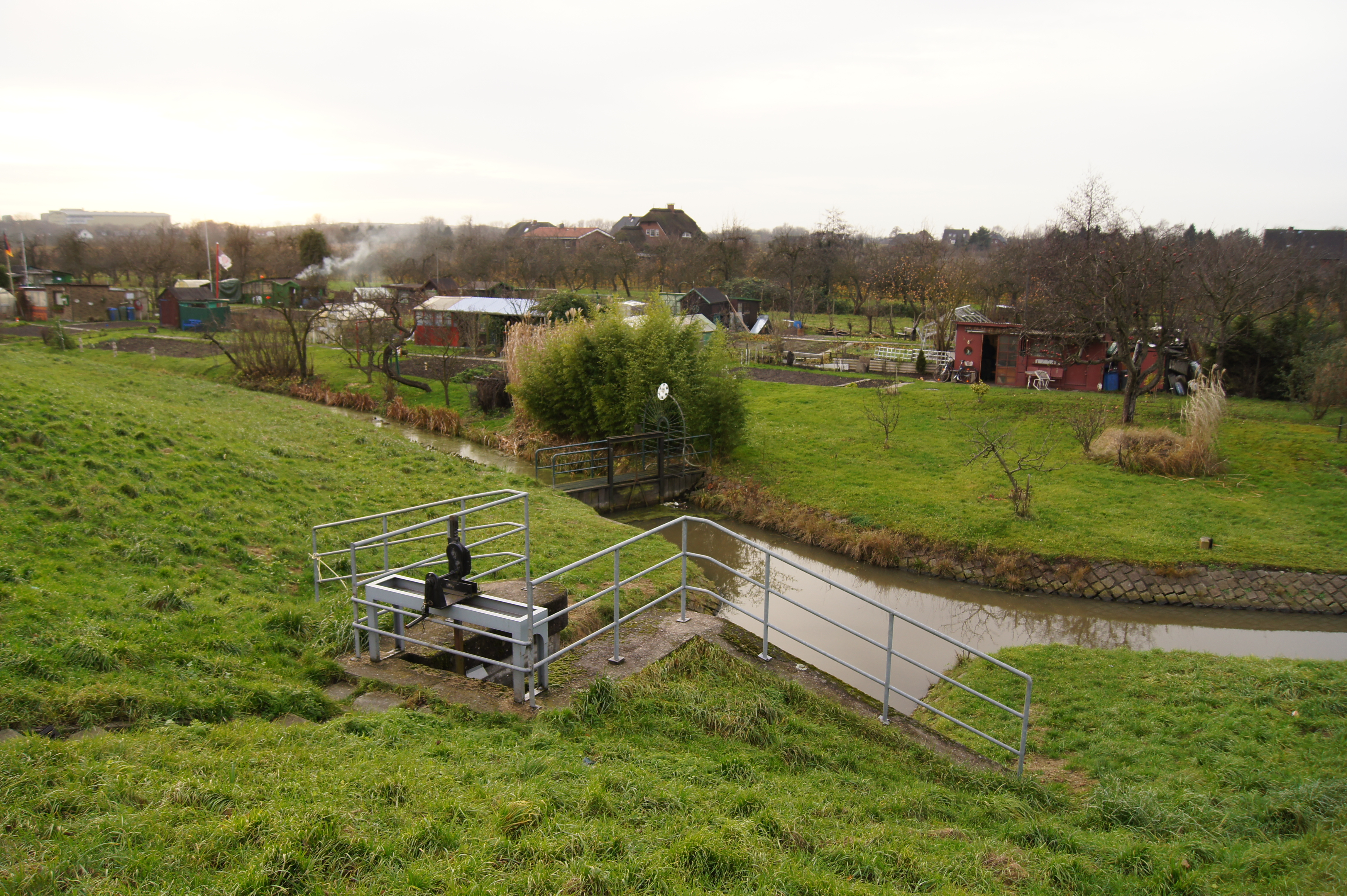
Resclosa de desguàs a la desembocadura al port del Finkenwerder Vorhafen
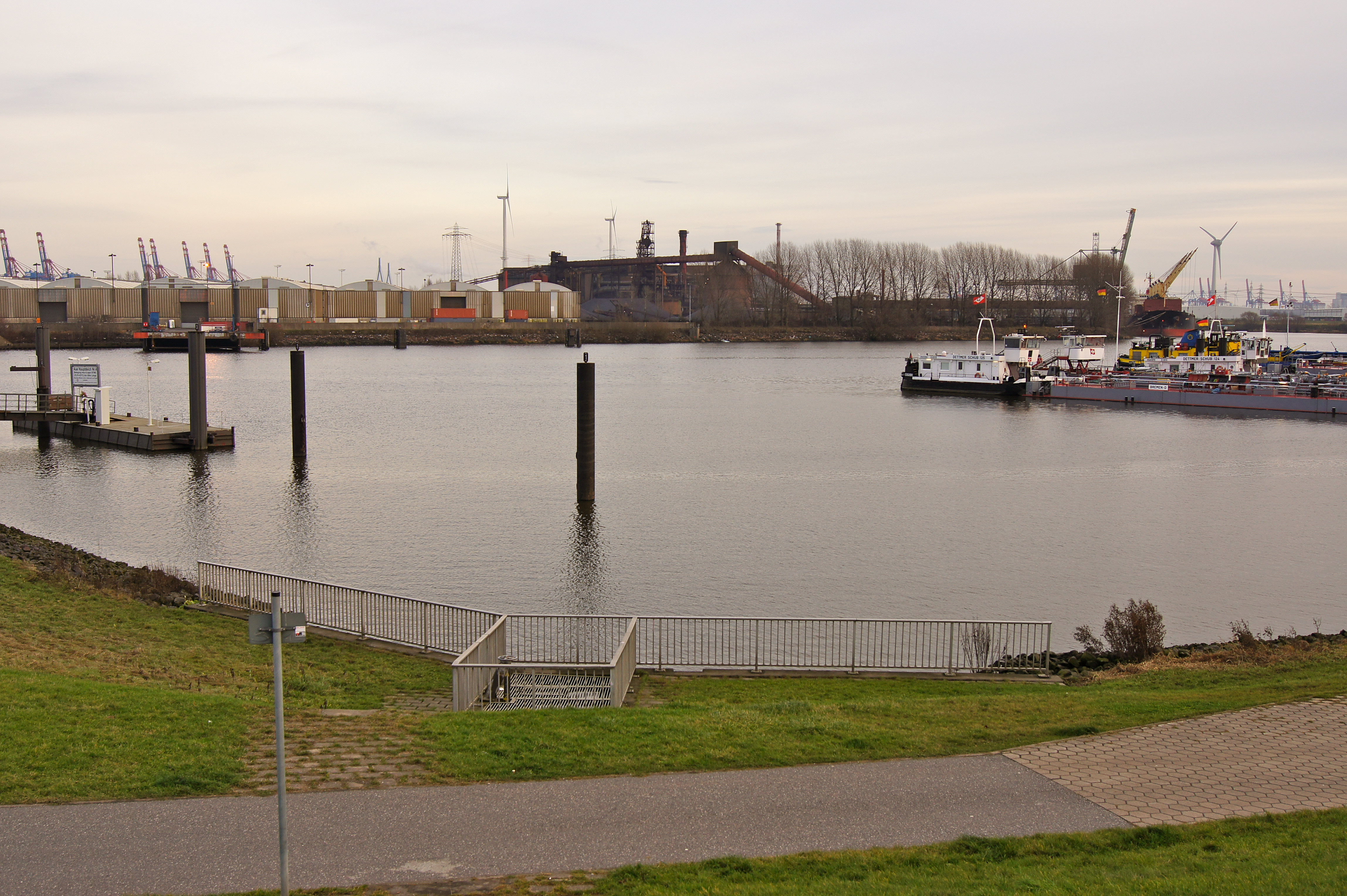
La resclosa de desguàs del costat del Finkenwerder Vorhafen